# Olympische Sommerspiele 1924/Leichtathletik – 4 × 100 m (Männer)

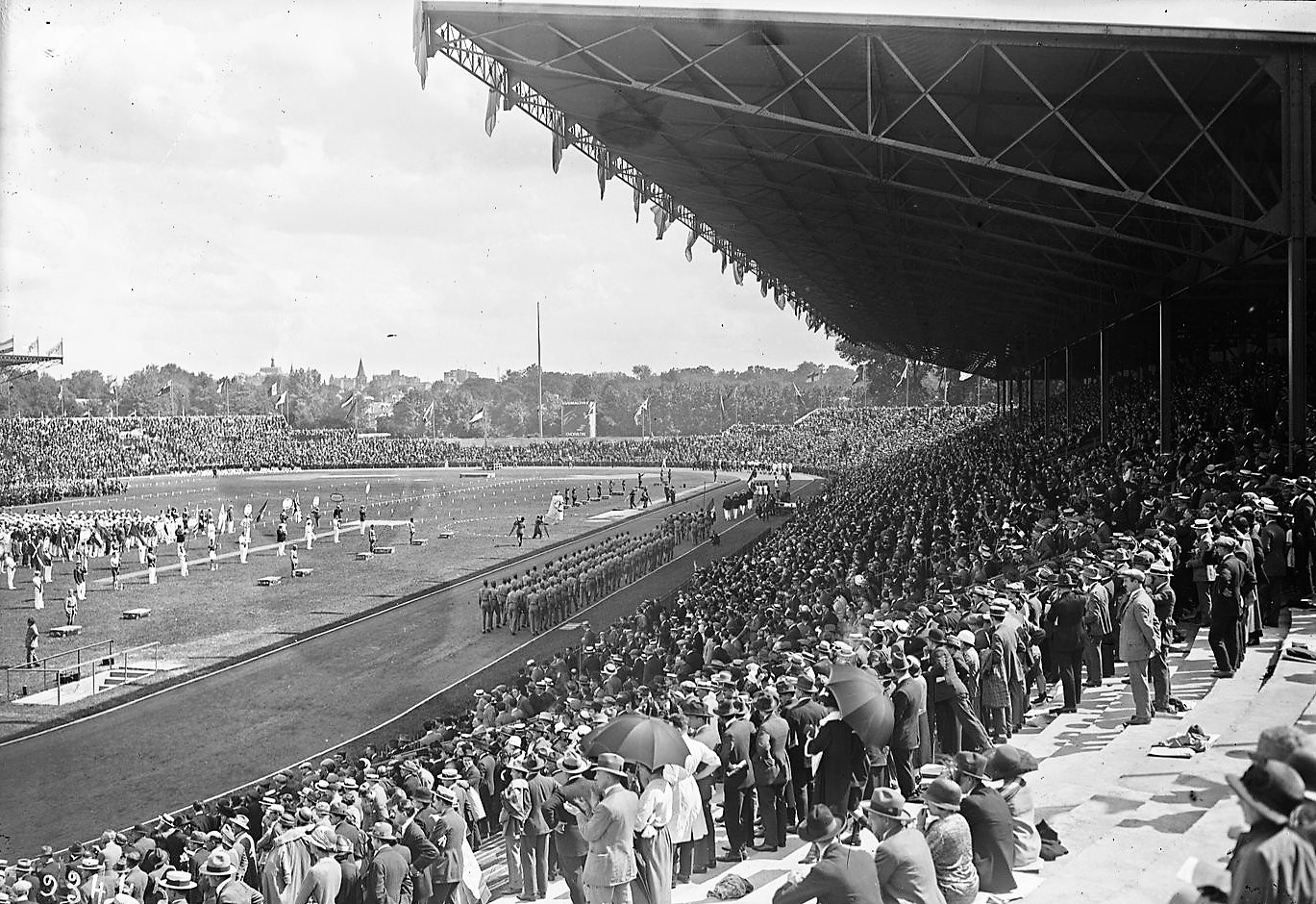
Das Olympiastadion während der Eröffnungszeremonie

Die 4-mal-100-Meter-Staffel der Männer bei den Olympischen Spielen 1924 in Paris wurde am 12. und 13. Juli 1924 im Stade de Colombes ausgetragen. In fünfzehn Staffeln nahmen sechzig Athleten teil.
Olympiasieger in neuer Weltrekordzeit wurde die Staffel der Vereinigten Staaten mit Louis Clarke, Frank Hussey, Al LeConey und Loren Murchison.
Die Silbermedaille ging an Großbritannien in der Besetzung Harold Abrahams, William Nichol, Walter Rangeley und Lancelot Royle.
Bronze gewann die Mannschaft der Niederlande mit Jaap Boot, Harry Broos, Jan de Vries und Rinus van den Berge.
Eine Staffel aus Österreich nahm nicht teil. Die Schweizer Staffel erreichte das Finale, wurde dort jedoch disqualifiziert. Deutsche Sportler waren von der Teilnahme an den Olympischen Spielen weiterhin ausgeschlossen.
Eine Besonderheit bestand darin, dass die Stadionrunde im Stade de Colombes eine Länge von 500 Metern hatte.

## Rekorde

### Bestehende Rekorde
| Weltrekord         | USA (Charles Paddock, Jackson Scholz, Loren Murchison, Morris Kirksey) | 42,2 s | OS Antwerpen. Belgien | 22. August 1920 |
| Olympischer Rekord | USA (Charles Paddock, Jackson Scholz, Loren Murchison, Morris Kirksey) | 42,2 s | OS Antwerpen. Belgien | 22. August 1920 |

### Rekordverbesserungen
Der bestehende Welt- und damit auch Olympiarekord wurde insgesamt fünfmal verbessert oder egalisiert:
- 42,0 s – Großbritannien (Harold Abrahams, William Nichol, Walter Rangeley, Lancelot Royle), erster Vorlauf am 12. Juli
- 42,0 s (egalisiert) – Niederlande (Jaap Boot, Harry Broos, Jan de Vries, Rinus van den Berge), dritter Vorlauf am 12. Juli
- 41,2 s – USA (Louis Clarke, Frank Hussey, Al LeConey, Loren Murchison), sechster Vorlauf am 12. Juli
- 41,0 s – USA (Louis Clarke, Frank Hussey, Al LeConey, Loren Murchison), erstes Halbfinale am 13. Juli
- 41,0 s (egalisiert) – USA (Frank Hussey, Louis Clarke, Al LeConey, Loren Murchison), Finale am 13. Juli

## Durchführung des Wettbewerbs
Die Staffeln traten am 12. Juli zu insgesamt sechs Vorläufen an. Die jeweils zwei besten Mannschaften – hellblau unterlegt – qualifizierten sich für das Halbfinale, das am nächsten Tag stattfand. Aus den drei Vorentscheidungen kamen die jeweils zwei besten Staffeln – wiederum hellblau unterlegt – in das Finale am selben Tag. Besetzungsänderungen in Staffeln nach den verschiedenen Runden gab es nicht.

## Vorläufe
Datum: 12. Juli 1924

### Vorlauf 1
| Platz | Staffel        | Besetzung                                                                          | Zeit   | Anmerkung |
| ----- | -------------- | ---------------------------------------------------------------------------------- | ------ | --------- |
| 1     | Großbritannien | Harold Abrahams William Nichol Walter Rangeley Lancelot Royle                      | 42,0 s | WR        |
| 2     | Griechenland   | Argyris Karagiannis Konstantinos Pantelidis Alexandros Papafingos Ioannis Talianos | 46,1 s |           |

Schon im ersten Vorlauf konnte die britische Mannschaft den Welt- und Olympiarekord unterbieten.

### Vorlauf 2
| Platz | Staffel               | Besetzung                                                           | Zeit   | Anmerkung |
| ----- | --------------------- | ------------------------------------------------------------------- | ------ | --------- |
| 1     | Südafrikanische Union | Toby Betts George Dustan Howard Kinsman Christiaan Steyn            | 42,8 s |           |
| 2     | Kanada                | Laurence Armstrong Cyril Coaffee George Hester Anthony Vince        | 43,0 s |           |
| 3     | Spanien               | José María Larrabeiti Juan Junqueras Félix Mendizábal Diego Ordóñez | 44,2 s |           |

### Vorlauf 3
| Platz | Staffel     | Besetzung                                                   | Zeit   | Anmerkung |
| ----- | ----------- | ----------------------------------------------------------- | ------ | --------- |
| 1     | Niederlande | Jaap Boot Harry Broos Jan de Vries Rinus van den Berge      | 42,0 s | WRe       |
| 2     | Ungarn      | Ferenc Gerő Lajos Kurunczy László Muskát Gusztáv Rózsahegyi | 42,6 s |           |
| 3     | Finnland    | Väinö Eskola Reijo Halme Lauri Härö Anton Husgafvel         | 42,6 s |           |

Überraschenderweise liefen die Niederländer die gleiche Zeit wie die britische Mannschaft in Lauf 1 und stellten damit den Weltrekord ein.

### Vorlauf 4
| Platz | Staffel            | Besetzung                                                          | Zeit   | Anmerkung |
| ----- | ------------------ | ------------------------------------------------------------------ | ------ | --------- |
| 1     | Schweiz            | Karl Borner Heinz Hemmi Josef Imbach Victor Moriaud                | 42,2 s |           |
| 2     | Königreich Italien | Ernesto Bonacina Giovanni Frangipane Pietro Pastorino Enrico Torre | 42,8 s |           |
| 3     | Argentinien        | Otto Diesch Félix Escobar Guillermo Newbery Camilo Rivas           | 44,0 s |           |

### Vorlauf 5
| Platz | Staffel  | Besetzung                                             | Zeit   | Anmerkung |
| ----- | -------- | ----------------------------------------------------- | ------ | --------- |
| 1     | Schweden | Kurt Branting Nils Engdahl Bror Österdahl Curt Wiberg | 43,8 s |           |
| 2     | Dänemark | Kai Jensen Poul Schiang Henri Thorsen Mogens Truelsen | 44,0 s |           |

### Vorlauf 6
| Platz | Staffel    | Besetzung                                                | Zeit   | Anmerkung |
| ----- | ---------- | -------------------------------------------------------- | ------ | --------- |
| 1     | USA        | Louis Clarke Frank Hussey Al LeConey Loren Murchison     | 41,2 s | WR        |
| 2     | Frankreich | Maurice Degrelle Albert Heisé André Mourlon René Mourlon | 44,5 s |           |

Um gleich acht Zehntelsekunden verbesserte die US-Staffel den Weltrekord.

## Halbfinale
Datum: 13. Juli 1924

### Lauf 1
| Platz | Staffel      | Besetzung                                                                          | Zeit   | Anmerkung |
| ----- | ------------ | ---------------------------------------------------------------------------------- | ------ | --------- |
| 1     | USA          | Louis Clarke Frank Hussey Al LeConey Loren Murchison                               | 41,0 s | WR        |
| 2     | Schweiz      | Karl Borner Heinz Hemmi Josef Imbach Victor Moriaud                                | 42,2 s |           |
| 3     | Kanada       | Laurence Armstrong Cyril Coaffee George Hester Anthony Vince                       | 43,3 s |           |
| 4     | Griechenland | Argyris Karagiannis Konstantinos Pantelidis Alexandros Papafingos Ioannis Talianos | 45,2 s |           |

In diesem ersten Halbfinallauf verbesserte die US-Staffel ihren eigenen Weltrekord aus dem Vorlauf noch einmal um zwei Zehntelsekunden.

### Lauf 2
| Platz | Staffel            | Besetzung                                                          | Zeit   | Anmerkung |
| ----- | ------------------ | ------------------------------------------------------------------ | ------ | --------- |
| 1     | Großbritannien     | Harold Abrahams William Nichol Walter Rangeley Lancelot Royle      | 41,8 s |           |
| 2     | Ungarn             | Ferenc Gerő Lajos Kurunczy László Muskát Gusztáv Rózsahegyi        | 42,4 s |           |
| 3     | Königreich Italien | Ernesto Bonacina Giovanni Frangipane Pietro Pastorino Enrico Torre | 42,9 s |           |
| 4     | Dänemark           | Kai Jensen Poul Schiang Henri Thorsen Mogens Truelsen              | 43,8 s |           |

### Lauf 3
| Platz | Staffel               | Besetzung                                                | Zeit   | Anmerkung |
| ----- | --------------------- | -------------------------------------------------------- | ------ | --------- |
| 1     | Niederlande           | Jaap Boot Harry Broos Jan de Vries Rinus van den Berge   | 42,2 s |           |
| 2     | Frankreich            | Maurice Degrelle Albert Heisé André Mourlon René Mourlon | 42,5 s |           |
| 3     | Schweden              | Kurt Branting Nils Engdahl Bror Österdahl Curt Wiberg    | 43,0 s |           |
| 4     | Südafrikanische Union | Toby Betts George Dustan Howard Kinsman Christiaan Steyn | 43,6 s |           |

## Finale
| Platz | Staffel        | Besetzung                                                     | Zeit   | Anmerkung |
| ----- | -------------- | ------------------------------------------------------------- | ------ | --------- |
| 1     | USA            | Frank Hussey Louis Clarke Al LeConey Loren Murchison          | 41,0 s | WRe       |
| 2     | Großbritannien | Harold Abrahams William Nichol Walter Rangeley Lancelot Royle | 41,2 s |           |
| 3     | Niederlande    | Jaap Boot Harry Broos Jan de Vries Rinus van den Berge        | 41,8 s |           |
| 4     | Ungarn         | Ferenc Gerő Lajos Kurunczy László Muskát Gusztáv Rózsahegyi   | 42,0 s |           |
| 5     | Frankreich     | Maurice Degrelle Albert Heisé André Mourlon René Mourlon      | 42,2 s |           |
| DSQ   | Schweiz        | Karl Borner Heinz Hemmi Josef Imbach Victor Moriaud           |        |           |

Datum: 13. Juli 1924
Im Finale konnten die Briten durch Harold Abrahams, den Olympiasieger über 100 Meter, bis zum ersten Wechsel die Führung behaupten. Der US-Startläufer Frank Hussey hatte zwar einen Rückstand, doch dann brachten Louis Clarke, Al LeConey und Loren Murchison die klar favorisierte US-Staffel zu einem knappen Sieg. Ihren Weltrekord aus dem Halbfinale egalisierten die US-Läufer. Sowohl die Briten, die nur zwei Zehntelsekunden zurücklagen, als auch die Niederländer mit einem Rückstand von acht Zehntelsekunden auf die USA verbesserten ihre eigenen in den Vorläufen erzielten Zeiten und blieben unter 42 Sekunden.
Die niederländische Mannschaft gewann ihre erste Medaille in der 4-mal-100-Meter-Staffel.